# Trägheitskopplung
Mit Trägheitskopplung bezeichnet man eine Instabilität bei Flugzeugen, deren Masse um die Längsachse konzentriert ist in Verbindung mit einer zu geringen Richtungsstabilität.

## Geschichte

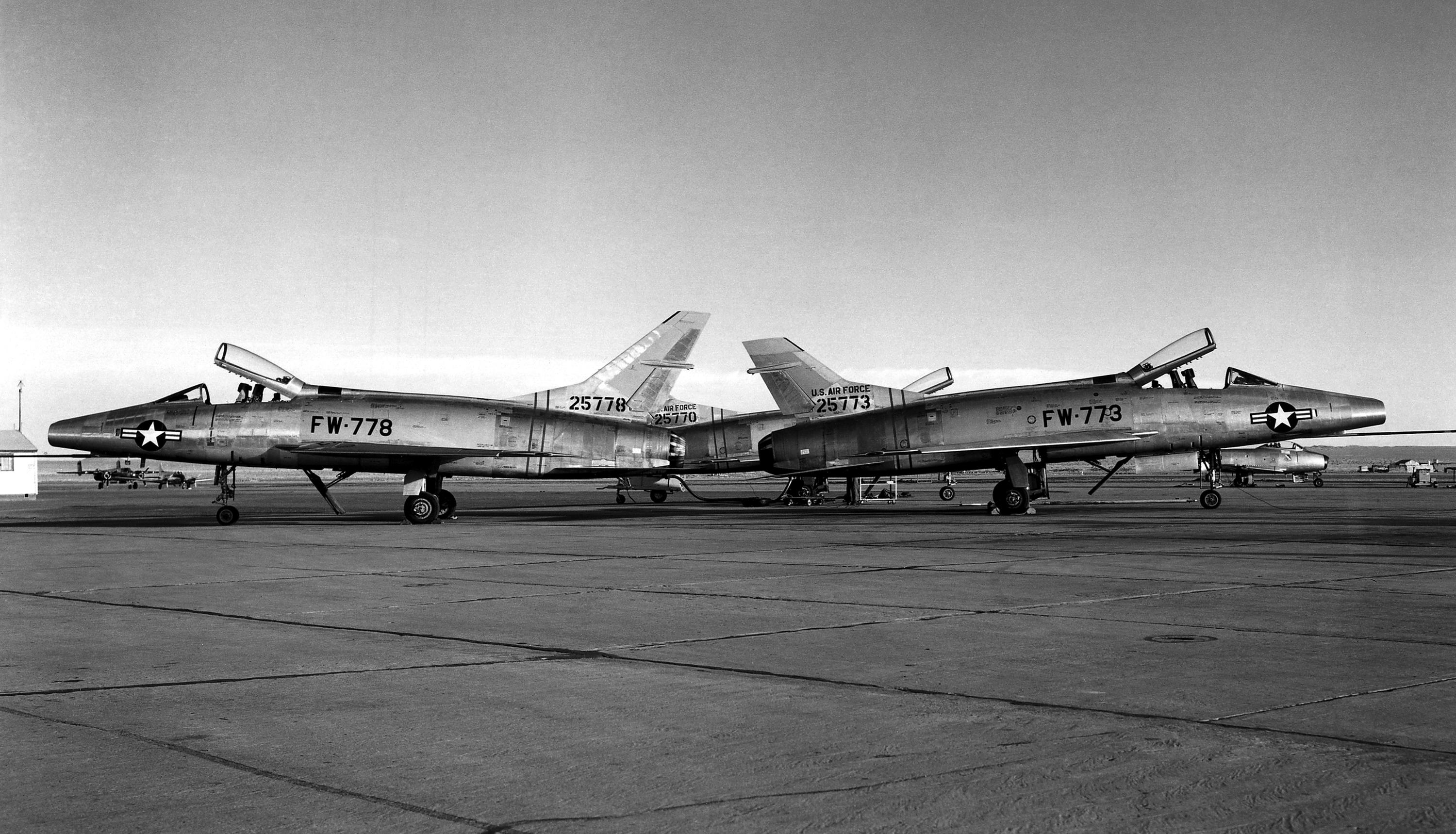
Vergleich der Seitenleitwerke früher F-100A-5-NA

Fatale Auswirkung hatte die Trägheitskopplung bei der Absturzserie der frühen North American F-100A Super Sabre, hier hatte man die Tragflächen und das Seitenleitwerk für möglichst hohe Geschwindigkeiten gekürzt und den Rumpf verlängert. Am 12. Oktober 1954 starb der leitende Testpilot der North American Aviation George Welch beim Absturz mit der F-100A-1-NA, S/N 52-5764. Die gekürzte Seitenflosse und der lange Rumpf führten zu einer Koppelung von Roll- und Giermomenten (Wende-Rollmoment). Als Gegenmaßnahme wurde die Flügelspannweite und das Seitenleitwerk vergrößert und somit die Trägheitskopplung wirksam vermieden.
Die Trägheitskopplung trat erstmals dokumentiert bei dem Mach-2-Technologiedemonstrator X-3 Stiletto auf, wurde hier jedoch noch nicht als solche erkannt. Der Testpilot Joseph A. Walker führte am 27. Oktober 1954 einen Flug für die NACA aus, bei dem es zu zwei entsprechenden Ereignissen bei Mach 0,92 und 1,05 kam. Diese zwei Ereignisse waren durch die Aufzeichnungsgeräte des Testflugs gut dokumentiert – allerdings wurde die X-3 überlastet. Sie konnte erst nach langen Reparaturen am 20. September 1955 wieder den Flugbetrieb aufnehmen und wurde nicht weiter für ähnliche Versuche eingesetzt.

## Auswirkung
Die Trägheitskopplung macht sich als unkontrollierte Taumelbewegung um alle drei Achsen bemerkbar, was schnell zur Überlastung der Struktur führen kann. Ausreichende Richtungsstabilität, Tiptanks an den Tragflächenenden oder Querruderdämpfer und ein tiefliegendes Höhenleitwerk wirken ihr entgegen.

## Nachweise aus der NASA Special Publication 532
Die folgenden Nachweise sind in der NASA Special Publication 532 enthalten.
1. ↑  F-100A Inertial Roll Coupling. S. 37, abgerufen am 17. August 2022 (englisch).
2. ↑  X-3 Inertial Roll Coupling. S. 34, abgerufen am 17. August 2022 (englisch).